# Frédéric Miguel
Frédéric Miguel, né le 7 février 1981 à Ris-Orangis, est un joueur de basket-ball français, évoluant au poste de meneur (1,82 m).

## Biographie
Frédéric Miguel est né à Ris-Orangis dans l'Essonne le 7 février 1981.
Il coache désormais dans la région lyonnaise, à la CTC Lyonso Basket Territoire.

## Carrière
- 1990-1997 :   US RIS-ORANGIS
- 1997-2001 :  ASVEL Villeurbanne (Pro A)
- 2001-2002 :  ALM Évreux Basket (Pro B)
- 2003-2004 :  Atlético Queluz (1er division)
- 2004 :  Stade Rodez Aveyron Basket (Nationale 1)
- 2004 :  Rosalia (en) (LEB2)
- 2004-2005 :  SPO Rouen Basket (Pro B)
- 2005-2006 :  Jeunesse sportive des Fontenelles de Nanterre (Pro B)
- 2006-2007 :  Aix Maurienne Savoie Basket (Pro B)
- 2007-2008 :  FC Mulhouse Basket (Nationale 1)
- 2008-2009 :  ES de Saint Martin D'Hères (Nationale 2)
- 2009-2010 :  Ouest Lyonnais Basket (Nationale 2)
- playoffs 2010 :  AD Ovarense (1re division)
- 2010-2011: Ouest Lyonnais Basket (Nationale 2)
- 2011-...: Oullins Ste Foy Basket (Nationale 2)

## Palmarès
- Finaliste du championnat de France en 1999, 2000, 2001 avec l'ASVEL
- Vainqueur de la coupe de France en 2001 avec l'ASVEL
- Champion de France espoirs en 2000.
- Accession en Pro A en 2005 avec le SPO Rouen.